# A Saudade Mata a Gente
A Saudade Mata a Gente é o segundo álbum de estúdio do cantor e compositor brasileiro Tito Madi e foi lançado em 1957. Primeiramente em formato de LP 10 polegadas (LLP 61), trazendo oito faixas, foi relançado pela Continental no ano seguinte em formato de LP 12 polegadas (LLP 3029), acrescido das faixas "Uma Loira" e "Esquece", "Sempre Teu" e "Nova Ilusão" O título do álbum veio da faixa de mesmo nome. A orquestração e a direção musical foram feitas pelo maestro Rafael Puglieli. A capa do álbum mostra o rosto de uma moça deitada sobre um tecido leve e rosa. Todas as 12 faixas consistem em versões covers de gravações de Dick Farney, sendo todas originalmente lançadas por ele em discos 78 rpm entre 1946-1950, com exceção de "Nova Ilusão", que fora lançada pelo grupo Os Cariocas em 1948 e gravada por Dick Farney em 1953.

## Faixas
| Edição em LP 10" |                              |                                                    |         |  |
| N.º              | Título                       | Música                                             | Duração |  |
| 1.               | "A Saudade Mata a Gente"     | João de Barro / Antônio Almeida                    |         |  |
| 2.               | "Somos Dois"                 | Klécius Caldas / Armando Cavalcanti / Luis Antônio |         |  |
| 3.               | "Marina"                     | Dorival Caymmi                                     |         |  |
| 4.               | "Barqueiro do São Francisco" | Alcyr Pires Vermelho / Alberto Ribeiro             |         |  |
| 5.               | "Copacabana"                 | João de Barro / Alberto Ribeiro                    |         |  |
| 6.               | "Um Cantinho e Você"         | José Maria de Abreu / Jair Amorim                  |         |  |
| 7.               | "Não Tem Solução"            | Dorival Caymmi / Carlos Guinle                     |         |  |
| 8.               | "Ponto Final"                | José Maria de Abreu / Jair Amorim                  |         |  |

| Reedição em LP 12" |                              |                                                    |         |  |
| N.º                | Título                       | Música                                             | Duração |  |
| 1.                 | "Uma Loura"                  | Hervé Cordovil                                     |         |  |
| 2.                 | "Esquece"                    | Gilberto Milfont                                   |         |  |
| 3.                 | "Somos Dois"                 | Klécius Caldas / Armando Cavalcanti / Luis Antônio |         |  |
| 4.                 | "Barqueiro do São Francisco" | Alcyr Pires Vermelho / Alberto Ribeiro             |         |  |
| 5.                 | "Sempre Teu"                 | José Maria de Abreu / Jair Amorim                  |         |  |
| 6.                 | "Nova Ilusão"                | José Menezes / Luís Bittencourt                    |         |  |
| 7.                 | "Copacabana"                 | João de Barro / Alberto Ribeiro                    |         |  |
| 8.                 | "Não Tem Solução"            | Dorival Caymmi / Carlos Guinle                     |         |  |
| 9.                 | "Marina"                     | Dorival Caymmi                                     |         |  |
| 10.                | "Um Cantinho e Você"         | José Maria de Abreu / Jair Amorim                  |         |  |
| 11.                | "Ponto Final"                | José Maria de Abreu / Jair Amorim                  |         |  |
| 12.                | "A Saudade Mata a Gente"     | João de Barro / Antônio Almeida                    |         |  |